# Феррейра, Кристина
Кристина Феррейра (порт. Cristina Ferreira, род. 9 сентября 1977 г. в Торресе) — португальская телеведущая и журналистка.

## Биография
Родилась в Торриш-Ведраше в 1977 году. Получила профессию историка и преподавала историю в школе в течение нескольких лет.
Затем она решила пробовать себя в журналистике. Получив образование у Мануэля Луиса Гоуча и Юлии Пиньейру, начала свою карьеру на телевидении в Большом Брате и программе Диарио де Мана.

## Телекарьера
- 2002 — Reporter in Olá Portugal
- 2003 — Big Brother — Extra
- 2003 — Reporter in Diário da Manhã
- 2004-today — Você na TV!
- 2011 — Uma canção para ti IV
- 2012 — A tua cara não me é estranha (3 edictions)
- 2011—2013 — Somos Portugal

## Семья
Она была замужем за футболистом Антонио Касинас, у них родился сын.